# Atractus multicinctus
Atractus multicinctus är en ormart som beskrevs av Jan 1865. Atractus multicinctus ingår i släktet Atractus och familjen snokar. Inga underarter finns listade.
Arten förekommer i Colombia och i nordvästra Ecuador. Den vistas i kulliga områden och i dalgångar som ligger upp till 770 meter över havet. Honor lägger ägg.